# Thüringer HC
Thüringer Handball Club Erfurt-Bad Langensalza e.V. är en tysk damhandbollsklubb från Erfurt och Bad Langensalza i Thüringen, grundad 2000. Klubben har vunnit Handball-Bundesliga Frauen sju gånger.

## Historia
Rötterna till klubben THC Erfurt var på 1960-talet sportföreningen på dåvarande företaget Motor-Nord-Erfurt. Detta företag döptes om till BSG Umformtechnik Erfurt (UT Erfurt). Den största framgången för handbollen på BSG Umformtechnik Erfurt var damernas seger i FDGB Cupen, DDR:s handbollscup, 1975. När det sponsrande företaget, Kombinat Umformtechnik Erfurt, efter Berlinmurens fall inte längre gav något stöd till idrotten, gick majoriteten av handbollsspelarna med i TSV Erfurt och spelade med klubben i den första och andra Bundesliga fram till 1994.
TSV Erfurt var den största och främsta idrottsklubben i Erfurt fram till 1996. Det fanns ett stort antal gamla sektioner som simning, friidrott, cykling, och fotboll men även nybildade sektioner som handboll, och boxning. Förändringarna efter berlinmurens fall gjorde att klubben ekonomiskt inte kunde fungera  i sin dåvarande storlek. Då bildade enskilda sektioner självständiga klubbar – bland annat handbollssektionen som i december 1996 blev HC Erfurt. Den 9 juni 2000 antog klubben namnet Thüringer Handball-Club Erfurt-Bad Langensalza på föreningsstämman. Under säsongen 2000/01 spelade klubb från Thüringen som bildades genom en sammanslagning av HC Erfurt med handbollssektionen av SV Empor Bad Langensalza. Hemmamatcherna spelades i Salzahalle i Bad Langensalza. Det var  nödvändigt att bygga om hallen för att öka åskådarkapaciteten och föreningen bytte till Riethsporthalle i Erfurt inför säsongen 2019/2020. Matcherna i EHF:s cuper spelas vanligtvis i Nordhäuser Wiedigsburghalle.

## Spelare i urval
- Anja Althaus (2012–2014)
- Katrin Engel (2010–2017)
- Sonja Frey (2012–2016)
- Jana Krause (2013–2019)
- Evgenija "Shenia" Minevskaja (2005–2013)
- Mikaela Mässing (2019–2020)
- Emma Ekenman Fernis (2020–2022)
- Vilma Matthijs Holmberg (2022–2024)
- Ida Gullberg (2023–)

## Meriter
- Vinnare av tyska mästerskapet sju gånger (2011, 2012, 2013, 2014, 2015, 2016 och 2018)
- Vinnare av EHF European League en gång (2025)